# Neosemidalis (Leucosemidalis) farinosa
Neosemidalis (Leucosemidalis) farinosa is een insect uit de familie van de dwerggaasvliegen (Coniopterygidae), die tot de orde netvleugeligen (Neuroptera) behoort. 
Neosemidalis (Leucosemidalis) farinosa is voor het eerst wetenschappelijk beschreven door Enderlein in 1906.